# Saint-Firmin-des-Prés
Saint-Firmin-des-Prés är en kommun i departementet Loir-et-Cher i regionen Centre-Val de Loire i de centrala delarna av Frankrike. Kommunen ligger i kantonen Morée som tillhör arrondissementet Vendôme. År 2022 hade Saint-Firmin-des-Prés 756 invånare.

## Befolkningsutveckling
Antalet invånare i kommunen Saint-Firmin-des-Prés
| Referens: INSEE |